# Liste der Kulturdenkmäler im Landkreis Ahrweiler

Landkreis Ahrweiler.

Die Liste der Kulturdenkmäler im Landkreis Ahrweiler ist nach Gemeinden untergliedert.

## Liste
- Liste der Kulturdenkmäler in Adenau
- Liste der Kulturdenkmäler in Ahrbrück
- Liste der Kulturdenkmäler in Altenahr
- Liste der Kulturdenkmäler in Antweiler
- Liste der Kulturdenkmäler in Aremberg
- Liste der Kulturdenkmäler in Bad Breisig
- Liste der Kulturdenkmäler in Bad Neuenahr-Ahrweiler
- Liste der Kulturdenkmäler in Barweiler
- Liste der Kulturdenkmäler in Bauler
- Liste der Kulturdenkmäler in Berg
- Liste der Kulturdenkmäler in Brenk
- Liste der Kulturdenkmäler in Brohl-Lützing
- Liste der Kulturdenkmäler in Burgbrohl
- Liste der Kulturdenkmäler in Dankerath
- Liste der Kulturdenkmäler in Dedenbach
- Liste der Kulturdenkmäler in Dernau
- Liste der Kulturdenkmäler in Dorsel
- Liste der Kulturdenkmäler in Dümpelfeld
- Liste der Kulturdenkmäler in Eichenbach
- Liste der Kulturdenkmäler in Fuchshofen
- Liste der Kulturdenkmäler in Galenberg
- Liste der Kulturdenkmäler in Glees
- Liste der Kulturdenkmäler in Gönnersdorf
- Liste der Kulturdenkmäler in Grafschaft (Rheinland)
- Liste der Kulturdenkmäler in Harscheid
- Liste der Kulturdenkmäler in Heckenbach
- Liste der Kulturdenkmäler in Herschbroich
- Liste der Kulturdenkmäler in Hoffeld (Eifel)
- Liste der Kulturdenkmäler in Hohenleimbach
- Liste der Kulturdenkmäler in Honerath
- Liste der Kulturdenkmäler in Hönningen
- Liste der Kulturdenkmäler in Hümmel
- Liste der Kulturdenkmäler in Insul
- Liste der Kulturdenkmäler in Kalenborn
- Liste der Kulturdenkmäler in Kaltenborn
- Liste der Kulturdenkmäler in Kempenich
- Liste der Kulturdenkmäler in Kesseling
- Liste der Kulturdenkmäler in Kirchsahr
- Liste der Kulturdenkmäler in Königsfeld (Eifel)
- Liste der Kulturdenkmäler in Kottenborn
- Liste der Kulturdenkmäler in Leimbach
- Liste der Kulturdenkmäler in Lind
- Liste der Kulturdenkmäler in Mayschoß
- Liste der Kulturdenkmäler in Meuspath
- Liste der Kulturdenkmäler in Müllenbach
- Liste der Kulturdenkmäler in Müsch
- Liste der Kulturdenkmäler in Niederdürenbach
- Liste der Kulturdenkmäler in Niederzissen
- Liste der Kulturdenkmäler in Nürburg
- Liste der Kulturdenkmäler in Oberdürenbach
- Liste der Kulturdenkmäler in Oberzissen
- Liste der Kulturdenkmäler in Ohlenhard
- Liste der Kulturdenkmäler in Pomster
- Liste der Kulturdenkmäler in Quiddelbach
- Liste der Kulturdenkmäler in Rech
- Liste der Kulturdenkmäler in Reifferscheid
- Liste der Kulturdenkmäler in Remagen
- Liste der Kulturdenkmäler in Rodder
- Liste der Kulturdenkmäler in Schalkenbach
- Liste der Kulturdenkmäler in Schuld (Ahr)
- Liste der Kulturdenkmäler in Senscheid
- Liste der Kulturdenkmäler in Sierscheid
- Liste der Kulturdenkmäler in Sinzig
- Liste der Kulturdenkmäler in Spessart (Brohltal)
- Liste der Kulturdenkmäler in Trierscheid
- Liste der Kulturdenkmäler in Waldorf
- Liste der Kulturdenkmäler in Wassenach
- Liste der Kulturdenkmäler in Wehr (Eifel)
- Liste der Kulturdenkmäler in Weibern (Eifel)
- Liste der Kulturdenkmäler in Wershofen
- Liste der Kulturdenkmäler in Wiesemscheid
- Liste der Kulturdenkmäler in Wimbach
- Liste der Kulturdenkmäler in Winnerath
- Liste der Kulturdenkmäler in Wirft